# Rāma

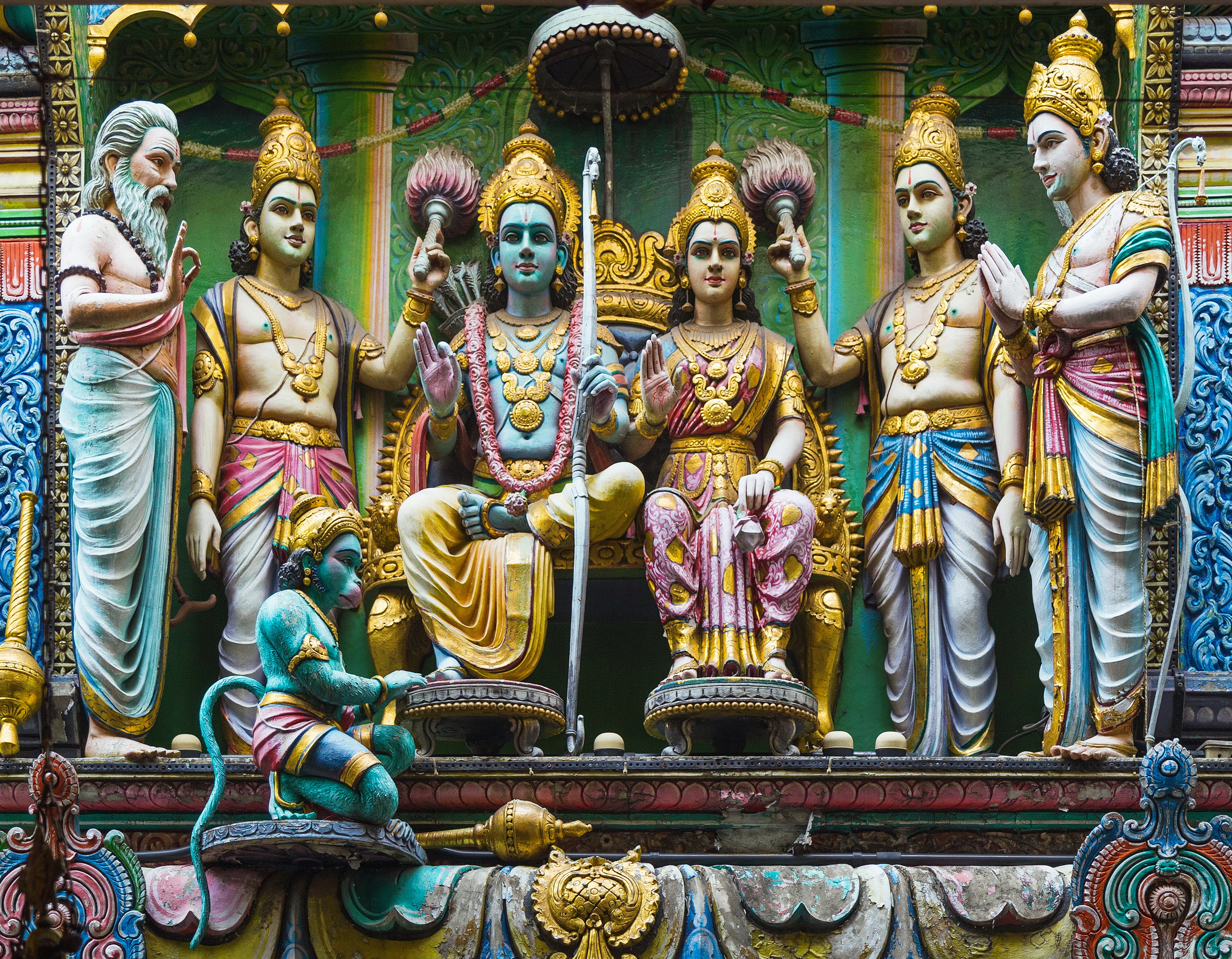
Ramā con la consorte Sītā. Tempio di Sri Krishnan, Rochor, Regione centrale, Singapore.

Rāma (devanāgarī: राम) è l'eroe dell'epica del Rāmāyaṇa, considerato, nella religione induista, come avatara di Visnù. 

## Origini e caratteristiche
Conosciuto anche come Rāmachandra (chandra per descriverne probabilmente il meraviglioso aspetto simile alla Luna, chandra), Rāma nell'induismo intende rappresentare l'incarnazione divina nel Tretā-yuga, l'era caratterizzata dalla comparsa della malvagità. La più antica fonte attestante di questa figura divina è il poema epico Rāmāyaṇa attribuito al cantore Vālmīki, il cui nucleo originario è databile tra il V e il III secolo a.C., il completamento della sua redazione va invece ascritto ai primi secoli della nostra era.
Se il nucleo originario di questo poema, i kāṇḍa ("libri") da 2 a 5, celebrano Rāma come un eroe epico, due libri recenziori, 1 e 6 lo indicano come avatara di Visnù comparso sulla terra per sconfiggere il malvagio demone Rāvaṇa. I Rāmāyaṇa medioevali promuovono quest'ultimo aspetto divino dell'eroe Rāma facendogli acquisire lo status di Dio stesso. La paredra di Rāma, Sītā, è identificata con la dea Śrī, mentre il fratello minore Lakṣmaṇa viene identificato come la manifestazione umana del serpente Śeṣa, tra le cui spire dorme Nārāyaṇa, ovvero lo stesso Visnù. Rāma è perfetto e bellissimo, la sua pelle è del colore del cielo, possiede un eccellente autocontrollo, ed è infinitamente devoto alla sua unica moglie Sītā personificazione degli ideali di castità e devozione nei confronti del divino marito. 

## I nomi di Rama
Come per tutte le altre Murti induiste, anche Rama è invocato attraverso numerosi appellativi che si riferiscono ai suoi attributi e caratteristiche. In alcuni testi ci si riferisci a lui con il nome Padma.
Alcuni degli appellativi sono:
- Ramachandra, Rama che risplende come la luna (per via del suo aspetto splendido e luminoso)
- Dasaratha Nandana, amato figlio di Dasaratha
- Danava Bhanjana, distruttore di demoni
- Raghupate o Raghava, discendente della stirpe dei Raghu
- Raghukula Bhushana, gioiello della stirpe dei Raghu
- Daya Sagara, oceano di compassione
- Ayodhya Vasi, che risiede in Ayodhya
- Janaki Jivana, anima di Sita (figlia di Janaka)
- Dina Bandhu, amico dei derelitti
- Patita Pavana, redentore e salvatore dei peccatori
- Alakha Niranjana, eternamente puro